# Aphelinus circumscriptus
Aphelinus circumscriptus är en stekelart som först beskrevs av Julius Theodor Christian Ratzeburg 1852.  Aphelinus circumscriptus ingår i släktet Aphelinus och familjen växtlussteklar. Inga underarter finns listade i Catalogue of Life.